# 水口知保
水口 知保（みずぐち ちほ、2001年8月30日 - ）は、日本の女子競泳選手。神奈川県戸塚区出身。

## 経歴
横浜市立領家中学校・目黒日本大学高等学校出身、明治大学在学中。
高校1年時の2017年全国高等学校総合体育大会水泳競技大会200mバタフライで4位入賞を果たすが、その後は思うように結果が出ず、大学進学を機に一人暮らしを始める。
2018年のジュニアパンパシフィック日本代表に選ばれる。
2022年国際大会代表選考会の200mバタフライで派遣記録を切って2位に入り、2022年世界水泳選手権の代表に内定した。

## 主な実績
- 2016年全国中学　100mバタフライ7位(1:02.75)[2]　200mバタフライ5位(2:16.16)[7]

- 2018年第73回国民体育大会　　東京都　少年女子A400mフリーリレー2位

- 2019年インターハイ　100mバタフライ6位(1:00.84)[8]　200mバタフライ6位(2:12.69)[3]
- 2021年インカレ　100mバタフライ10位(1:00.10)[4]　200mバタフライ5位(2:10.29)[9]